# The Canberra Times

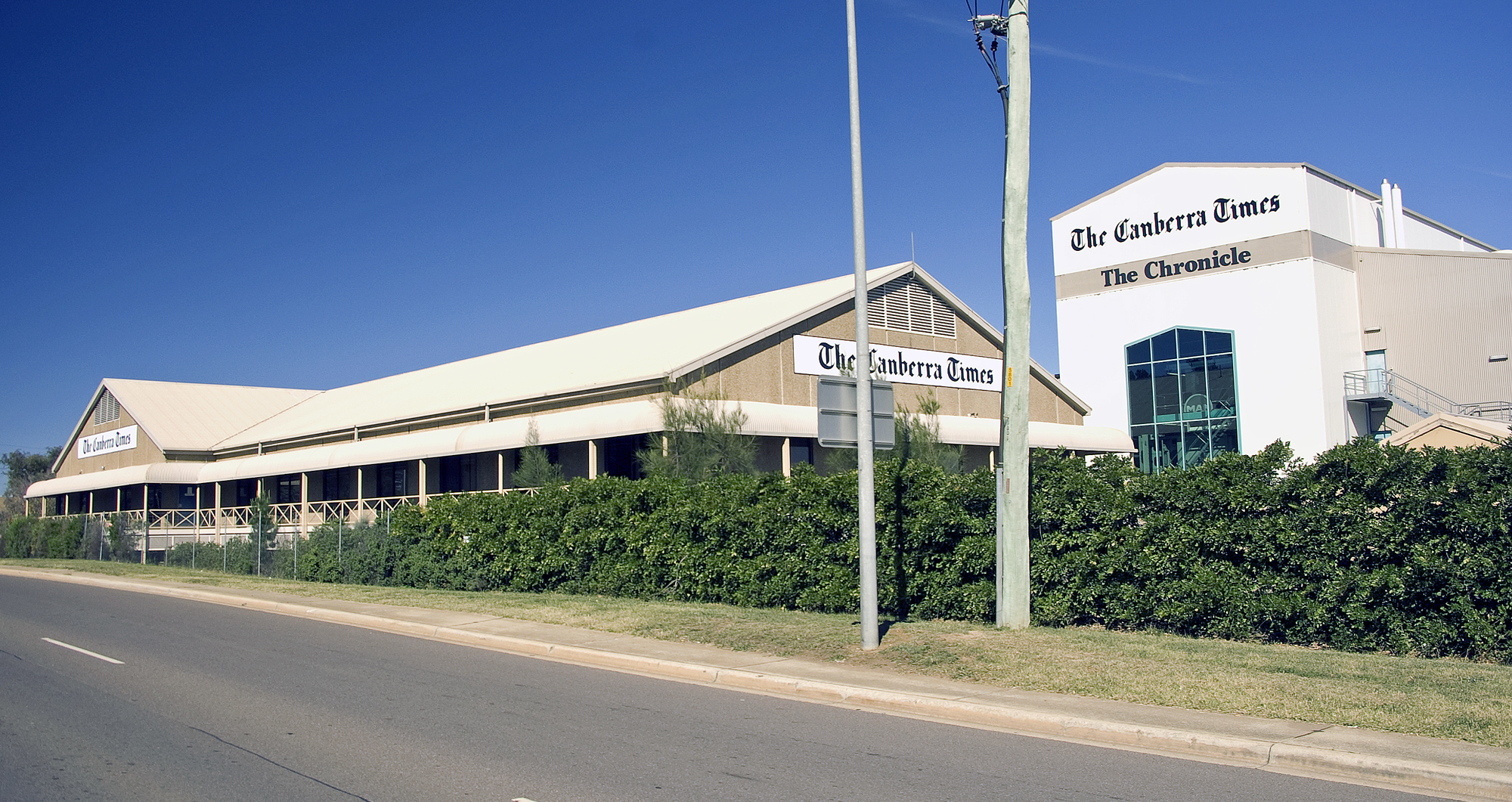
The Canberra Times y The Chronicle: sede en Fyshwick

The Canberra Times (español: Los Tiempos de Canberra) es un periódico  en Canberra, Australia, el cual es publicado por Australian Community Media. Fundado en 1926, el diario pasó de formato de gran formato a formato tabloide en 1956.

## Historia
The Canberra Times fue fundado en 1926 por Thomas Shakespeare junto con su hijo mayor Arthur Shakespeare y dos hijos más jóvenes: Christopher y James. La sede del diario era originalmente localizado en el barrio Civic, en las calles Cooyong y Mort, en tierras adquiridas por Thomas Shakespeare en la primera venta de arrendamientos de Camberra, en 1924.
En marzo del 2016, al personal del diario se le avisó que  habría una reestructuración en The Canberra Times y que el periódico pasaría de un gran formato a tabloide. Fairfax Media anunció un recorte de nómina de 12 empleados.